# Ferden
Ferden es una comuna suiza del cantón del Valais, situada en el distrito de Raroña occidental. Limita al noroeste con la comuna de Kandersteg (BE), al noreste y este con Kippel, al sureste con Niedergesteln, al sur con Steg-Hohtenn y Gampel-Bratsch, al suroeste con Erschmatt, y al oeste con Guttet-Feschel y Leukerbad.
La comuna incluye la localidad de Goppenstein.

## Transportes
Ferrocarril
Cuenta con una estación ferroviaria en la localidad de Goppenstein en la que efectúan parada trenes regionales.